# Тренетте
Тренетте (итал. trenette) — форма плоских и узких сухих макаронных изделий (pasta lunga), похожих на лингуине и фетучини и особенно традиционных для Генуи и Лигурии. Тренетте либо лингуине используются для приготовления Trenette al pesto — блюда с соусом песто, картофелем и стручковой фасолью.
Тренетте — это множественное число от trenetta, что, вероятно, является уменьшительным от генуэзского trena — «шнур». Употребляется обычно только во множественном числе.